# Епархия Лакхнау
Епархия Лакхнау (лат. Dioecesis Lucknovensis) — епархия Римско-Католической церкви c центром в городе Лакхнау, Индия. Епархия Лакхнау входит в митрополию Агры. Кафедральным собором епархии Лакхнау является собор святого Иосифа.

## История
12 января 1940 года Римский папа Пий XII выпустил буллу Quo dominicus, которой учредил епархию Лакхнау, выделив её из архиепархии Агры и епархии Аллахабада. 
19 января 1989 года епархия Лакхнау передала часть своей территории для возведения новой епархии Баррейли. 

## Ординарии епархии
- священник Giuseppe Angelo Poli  (1940 - 1946) – апостольский администратор;
- епископ Alberto Corrado de Vito (12.12.1946 – 16.11.1970);
- епископ Cecil DeSa (5.06.1971 – 11.11.1983) – назначен архиепископом Агры;
- епископ Alan Basil de Lastic  (2.07.1984 – 19.11.1990) – назначен архиепископом Дели;
- епископ Albert D'Souza (21.11.1992 – 16.02.2007) - назначен архиепископом Агры;
- епископ Gerald John Mathias (8.11.2007 – по настоящее время).

## Источник
- Annuario Pontificio, Libreria Editrice Vaticana, Città del Vaticano, 2003, ISBN 88-209-7422-3
- Булла Quo dominicus, AAS 32 (1940), стр. 340  (лат.)